# Jardin zoologique de Valence
Pour les articles homonymes, voir Viveros (homonymie).

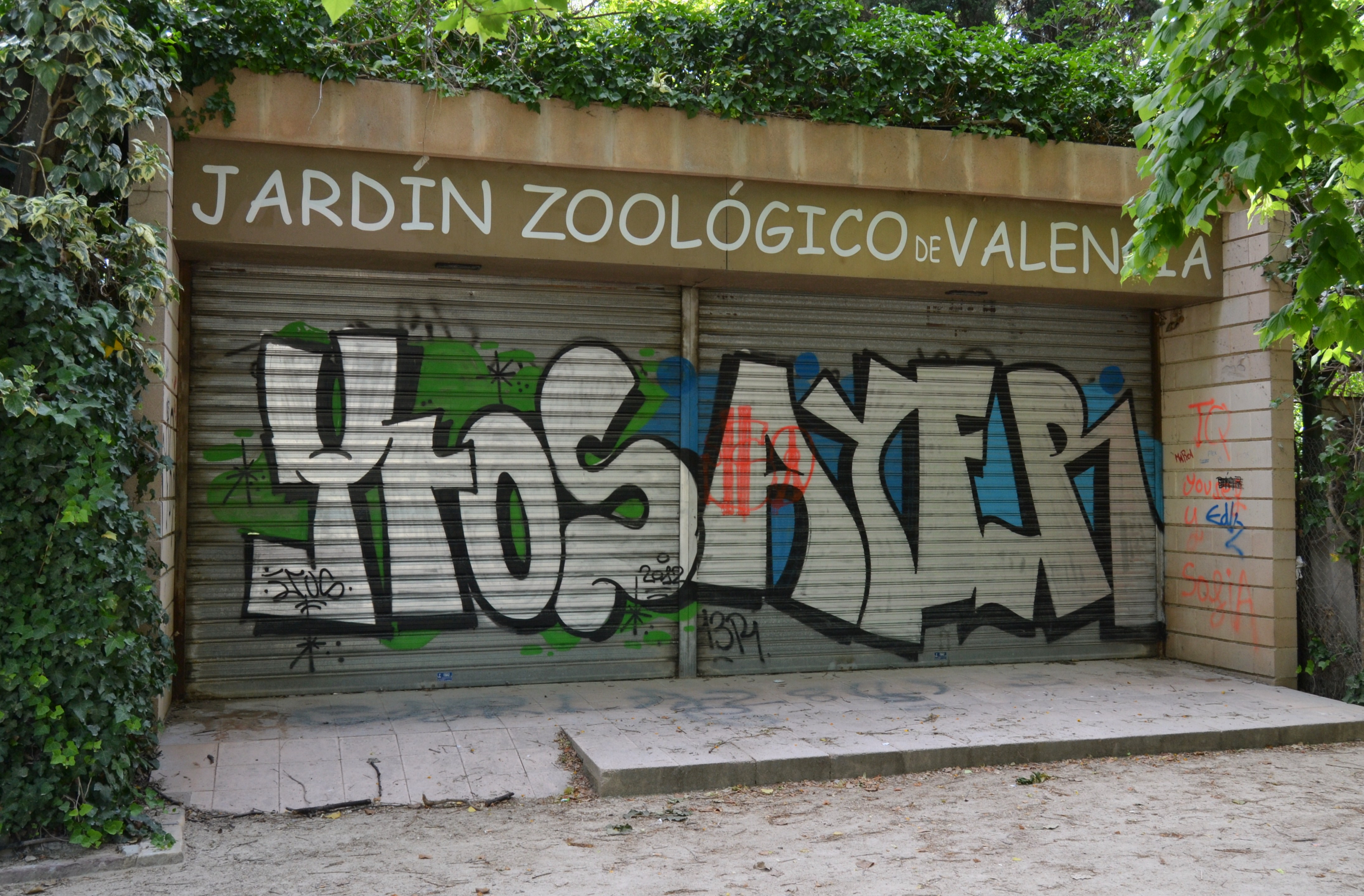
Entrée du vieux zoo de Valence.

Le Jardin zoologique de Valence, aussi appelé le Zoo de Viveros, était un parc zoologique espagnol situé en Communauté valencienne, dans la ville de Valence, ayant existé entre 1965 et 2007. À son ouverture il présente des animaux provenant de collections privées et de cirques. Le promoteur de ce zoo était Ignacio Docavo Alberti.
Il présentait environ 160 animaux, sur 4 000 m². Parmi les espèces présentées dans ce zoo se trouvaient : des pandas roux, des hippopotames, des dromadaires, des orangs-outans, des mandrills, des ânes andalous, des crocodiles, etc.
Après la fermeture du zoo de Viveros en 2007, un nouveau zoo municipal, le Bioparc Valencia, lui succède sur un autre site de la ville, plus à l'ouest.

## Historique

### Ouverture
À son ouverture il présente des animaux provenant de collections privées et de cirques. Le promoteur de ce zoo était Ignacio Docavo Alberti.

### Fermeture
Les installations de ce zoo, qui se trouvait dans les Jardins del Real (es), aussi appelés jardins de Viveros (littéralement, jardin des Pépinières), ont fermé leurs portes le 31 juillet 2007, après 42 ans de fonctionnement dans cet emplacement qui, à l'origine, ne devait être que provisoire. Elles ont été remplacées par le Bioparc Valencia, qui a  été inauguré le 27 février 2008 dans le prolongement du parc de Cabecera et du Jardin du Turia.
Selon le projet approuvé à la fermeture du zoo, la parcelle de 4 000 m² ainsi laissée vacante devait être cédée aux jardins del Real afin qu'il s'agrandisse. Quatre ans plus tard, en 2011, cet agrandissement et la réhabilitation d'un bâtiment qui hébergeait des collections n'a pas été menée. Le plan des travaux n'a pas commencé, n'a toujours ni de projet bien défini, ni de délais, ni de budget.
Vingt-trois travailleurs del Patronato de Zoologie Ignacio Docavo (un organisme public dépendant de la Mairie et de la Députation provinciale) ont été licenciés en novembre 2007, peu après la fermeture de ce zoo.
El Patronato a proposé aux travailleurs d'être réaffectés dans d'autres organismes publics, comme le Patronato des Sciences Naturelles, ou d'être incorporés au personnel de l'entreprise privée qui gère le Bioparc, Rainforest Valencia. Quatorze ont rejeté dans un premier temps être embauchés par Rainforest. Le syndicat Commissions ouvrières dénonce alors l'attitude de la Mairie, qui n'aurait pas tenu sa promesse de leur offrir un nouveau poste de travail,.